# Máréfalva
Máréfalva (románul: Satu Mare) község Romániában, Hargita megyében.

## Fekvése
Székelyudvarhelytől 7 km-re északkeletre fekszik.
Máréfalva a történelmi Udvarhelyszék Farcádi járásához, majd Fenyéd községhez tartozó falu volt napjainkig. Nemrégiben alakult önálló községgé.

## Nevének eredete
A falunak és a határában lévő hajdani megfigyelő őrállomásnak, Máré várának névadója egy bizonyos Máré nevezetű vitéz. A román megnevezés a magyar név tükörfordítása.

## Története
A falu feletti hegycsúcson álló vár régészeti leletek tanúsága szerint bronzkori eredetű. A falu mellett északról emelkedő hegyet Leshegynek nevezik, mivel itt Márévárnak egy őrtornya állott. A környék számos barlangja vészhelyzetben a lakosságnak menedéket adott. 1910-ben a falunak 1419 magyar lakosa volt, 1992-ben 2017 lakosából 2014 magyar, 2 román volt, 2002-től pedig 1962 lakosa volt. A trianoni békeszerződésig Udvarhely vármegye Udvarhelyi járásához tartozott. Hosszú ideig egyik helyi földbirtokos a székely nemesi lófő máréfalvi és derzsi Pap család.
2004-ben vált ki Fenyéd községből és szervezték önálló községgé.

## Látnivalók
- A Cekend-tetővel szembeni kiszögelő hegyfokon állt Máré vára, melynek csekély maradványai vannak.
- Római katolikus temploma 1763 és 1772 között épült.
- A falu jellegzetessége a díszes székelykapu, melyből 95 áll a faluban.

## Híres emberek
- Balázs Imre festő
- Kovács Piroska tanár, néprajzi gyűjtő